# Pilule mortelle
En informatique, une pilule mortelle (ou kill pill en anglais) est un mécanisme ou une technologie conçue pour rendre les systèmes inutilisables soit sur commande de l'utilisateur, soit dans un ensemble prédéfini de circonstances. Cette technologie est le plus souvent utilisée pour désactiver les appareils perdus ou volés à des fins de sécurité, mais peut également être utilisée pour l'application des règles et des obligations contractuelles.

## Applications

### Appareils perdus et volés
La technologie de pilule mortelle est largement utilisée dans les smartphones, en particulier dans la désactivation des appareils perdus ou volés. Un exemple connu est la fonction Localiser de l' iPhone, un service qui permet à l'utilisateur de protéger par mot de passe ou d'effacer son ou ses iDevices à distance, contribuant ainsi à la protection des données privées. Des applications similaires existent pour d'autres systèmes d'exploitation de smartphones, notamment Android, BlackBerry, et Windows Phone.

### Mesure anti-piratage
La technologie de pilule mortelle a notamment été utilisée comme mesure anti-piratage. En 2007, l'OS Windows Vista est lancé avec la possibilité de limiter sévèrement ses propres fonctionnalités s'il détectait que son logiciel avait été obtenue par piratage. La fonctionnalité est abandonnée après des plaintes selon lesquelles des faux positifs entraînaient un blocage de copies authentiques.

### Suppression de logiciels malveillants
Le concept de pilule mortelle s'applique également à la suppression à distance par un serveur de fichiers ou d'applications malveillants du système d'un client. Une telle technologie est un composant standard de la plupart des appareils informatiques portables, principalement en raison de leurs systèmes d'exploitation généralement plus limités et des moyens d'obtenir des applications. Une telle fonctionnalité serait également disponible pour les applications téléchargées depuis le Windows Store sur les systèmes d'exploitation Windows 8.

### Véhicules
La technologie des pilules mortelles est fréquemment utilisée dans les véhicules pour diverses raisons. La désactivation à distance du véhicule peut être utilisée pour empêcher un véhicule de démarrer, pour l'empêcher de se déplacer et pour empêcher le fonctionnement continu du véhicule. Les véhicules peuvent ainsi exiger la reconnaissance du conducteur avant de démarrer, en demandant un mot de passe ou une certaine forme de biométrie au conducteur.
La technologie de la pilule mortelle est souvent utilisée par les gouvernements pour prévenir la conduite en état d'ébriété chez les récidivistes à titre punitif ou dissuasif. L'installation d'un antidémarreur est une peine alternative pour les conducteurs en état d'ébriété dans la quasi-totalité des 50 États des États-Unis. Un tel dispositif oblige le conducteur à souffler dans un alcootest avant de démarrer le véhicule. S'il s'avère que le conducteur dépasse la limite légale d'alcoolémie, le véhicule ne démarrera pas.

### Autres cas d'usage
La technologie kill pill peut également être mise en œuvre pour désactiver contextuellement certains aspects de la fonctionnalité d'un smartphone. Un brevet obtenu par Apple revendique la possibilité de désactiver l'antenne, l'écran ou la caméra d'un smartphone dans des environnements tels que les théâtres, les écoles et les zones à haute sensibilité de sécurité.

## Critique
La technologie des kill pill est critiquée pour son aspect liberticide. Si une pilule mortelle peut être utilisée dans un cadre scolaire pour prévenir la triche, elle peut aussi être utilisée par un gouvernement pour réprimer son peuple, par exemple en désactivant la caméra ou l'antenne d'un téléphone dans une zone de manifestation.
La possibilité de supprimer à distance des fichiers et des applications de l'appareil d'un utilisateur a également été critiquée. La capacité apparente d'Apple à mettre des applications sur liste noire, les rendant inutilisables sur n'importe quel iDevice, a soulevé des inquiétudes quant aux droits de l'utilisateur lors du téléchargement depuis l'App Store. Depuis juillet 2014, aucune application n'apparaît sur le site Web de la liste noire d'Apple.